# Ovalistes
Les ovalistes étaient des ouvrières de la soie dont le travail, appelé également moulinage, consistait à appliquer des traitements préparatoires au fil de soie brute afin de le rendre propre au tissage. 

## Définition
Le nom d'ovaliste provient de l'ovale, la pièce centrale du moulin dont elle avait la charge dans l'étape difficile de moulinage pour façonner le fil de soie. S'il pouvait également être de forme ronde, le moulin ovale d'invention française est d'un mécanisme plus simple et plus efficace.
Les ovalistes surveillent les moulins, des bobines (garnissage et dégarnissage), veillent à la bonne qualité de la soie (elles nouent et dénouent les fils cassés).

## Historique

### Le profil des ovalistes
Ce sont des immigrantes rurales venant des régions alentour de Lyon : Drôme, Ardèche, Cévennes, Lozère, Savoie, Dauphiné, Loire, Forez, Beaujolais. Elles ne sont pas isolées car arrivant par groupes (recrutement sur place). Il y a aussi des immigrantes italiennes venant du Piémont (10% des ovalistes).
Elles vivent le plus souvent à l'atelier dans des espaces réduits, dans de mauvaises conditions d'hygiène (55,5% des ovalistes), sinon chez un logeur, un ami, des parents, une personne de la famille ou chez elles (seule ou en concubinage 16,5%)
Leur salaire est horaire (nombre d'heures variable) ou à la pièce avec une grande variabilité mais tous s'accordent à dire que l'augmentation demandée est raisonnable. Travailler 3 ou 4 jours par semaine est assez commun.

### Situation avant la grève
En 1869, le nombre d'ovalistes est estimé entre 4 000 (d'après les patrons) et 8 000 (d'après la presse et les ouvrières elle-même).

### La grève de l'été 1869
À Lyon, durant l'été 1869, 250 ouvrières « ovalistes » se mettent en grève pour demander une augmentation de leur salaire et une diminution de leur temps de travail. Recrutées dans les campagnes voisines de Lyon, elles étaient payées 1,40 francs la journée de 12 heures et étaient logées dans des chambres souvent insalubres et surpeuplées. La veille du mouvement, elles signent à 250 une pétition pour réclamer 2 francs par jour, ainsi qu'une journée à 11 heures.
Elles demandent l'aide du préfet pour faire aboutir leurs revendications mais en vain. Quatre jours après, le 21 juin, elles cessent le travail. Elles reçoivent l'aide de la section lyonnaise de l'Association internationale des travailleurs (AIT), donc d'hommes, qui leur a permis de constituer un comité de grève, et qui a obtenu du Conseil général l'autorisation d'organiser une collecte de soutien (des fonds ont ainsi été récoltés en France mais aussi en Belgique, en Angleterre, en Suisse…).
Elles ont ainsi tenu un mois, répandant la grève dans d'autres ateliers de la Fabrique, organisant des bureaux de secours, s'emparant de l'espace public (café, rue). Au bout d'un mois, à l'issue de la grève, elles demandèrent d'adhérer à l'AIT : Marx accepta de faire d'une des meneuses, Philomène Rozan, une déléguée au congrès de Bâle. Cette dernière se désiste sans qu'on sache pourquoi. C'est finalement Michel Bakounine qui représenta ces 8 000 ouvrières,.

#### 17-25 juin 1869
Le 17 juin 1869, les ovalistes demandent à leurs chefs d'atelier et patrons une augmentation de leur salaire qui est d'un franc et quarante centimes par jour. Le 21 juin 1869, les ouvrières envoient une lettre-pétition au Sénateur Préfet du Département du Rhône afin d'attirer son attention. Elles sont 255 signataires réparties dans 10 ateliers des Brotteaux et Charpennes. Le mouvement s'étend à d'autres ateliers dans les jours qui suivent. Le début de la grève est daté au 23 juin car c'est ce jour qu'une pétition est rédigée par 13 ouvrières de l'atelier Bellen, même si la cessation du travail commence le 25 juin.

#### 25-28 juin 1869
Organisation d'une réunion délibérative vers 14h, le 25 à laquelle sont conviées l'ensemble des ovalistes grévistes ou non ainsi que le patronat. Entre 1000 et 1800 ovalistes sont présentes.
Afin de présenter leurs revendications, un rapporteur, écrivain public a été mandaté pour exposer la situation et les revendications. Situation : 12h de travail journalier, pénibilité du travail (ex. ne pas pouvoir s'asseoir), difficulté à travailler de la soie grège de qualité inégale. Revendications : journée de travail de 10h et augmentation du salaire quotidien de 50 centimes. Les maîtres-mouliniers sont invités à se manifester. S'il y en a dans la salle, aucun ne se manifeste.
Quelques incidents éclatent après la réunion (prise à partie de patrons, insultes envers les ouvrières). Le 25 au soir, l'ensemble des ateliers présents sur la rive gauche sont arrêtés. Les ouvrières s'organisent pour rallier à leur cause les ouvrières des ateliers de Croix-Rousse et Charpennes.                
26 juin : grève générale au sens où le travail est interrompu tellement le nombre de grévistes est important (seuls 2 ateliers continueront de travailler car les patrons ont accepté les revendications).
Dimanche 27 juin : jour de repos. Les maîtres-mouliniers décident d'expulser des ateliers où elles logent les ouvrières grévistes. En plus de ce moyen de pression, le patronat décide d'embaucher des ovalistes italiennes pour briser la grève et font appel aux forces de l'ordre pour "protéger" les ateliers. 
26 juin : nouvelle pétition au préfet à laquelle se sont joints des ouvriers-mouliniers masculins.
Les ouvriers et ouvrières organisent une caisse de secours (distribution de bons de pains et allocations de 50 centimes. Création d'un bureau de la commission des ovalistes).

#### 28 juin - 4 juillet 1869
Arrestation d'ouvrières le 28 juin, ce qui a pour conséquence une reprise partielle du travail dans divers ateliers. La solidarité continue de s'organiser, le mouvement se réunit dans le café des Acacias. Des violences éclatent face aux patrons qui ont fait venir des ouvrières italiennes et qui continuent à faire tourner leurs ateliers. Des policiers sont postés devant les ateliers.
Les 3 et 4 juillet, sur 2394 ovalistes, 1792 sont en grève.
Malgré une reprise du travail dans les petits ateliers ainsi que les départs de certaines ovalistes vers la campagne, la grève se durcit dans les grands ateliers.

#### 4 - 29 juillet 1869
Semaine du 4 au 11 juillet : reprise partielle du travail dans le calme. Cette semaine apparaît comme une semaine de travail pour les ouvrières afin qu'elles puissent gagner leur vie mais le mouvement ne s’essouffle en rien.
11 juillet, assemblée générale à la Rotonde qui acte l'adhésion à l’association internationale des travailleurs.
29 juillet : la commission déclare la fin de la grève (reconnaît l'état de faits). Malgré l'aide reçu par les différentes section de l'AIT, les ouvrières se résignent à reprendre le travail sans obtenir gain de cause.

### Perception par la presse
La presse régionale est au début assez empathique mais la presse non ouvrière prend très vite le parti des patrons en disant que cette grève arrangerait les fabricants qui auraient peu de commandes.
La presse ouvrière soutient la grève et la met en avant. L'Egalité, journal suisse ouvrier fait par des adhérents de l'AIT met en avant cette grève. Le journal ouvrier anglais BeeHive fait aussi un article.  

### Conséquences
Les ouvrières obtiennent la journée de 10h mais font souvent 12h. L'année suivant la grève, elles réclament que les heures supplémentaires soient payées double. Dans tous le bassin lyonnais, des grèves éclatent chez les ovalistes et ouvrières de la soie à la suite de cette grève. 
L’année suivante, la fédération ouvrière, constituée par la section de la première Internationale, organise un meeting en mars 1870 et y invite Paule Mink, journaliste, féministe et socialiste. Elle remporte un grand succès auprès des femmes, conséquence probable de la politisation des ouvrières lors de la grève des ovalistes.